# 包山楚簡
包山楚簡（ほうざんそかん）は、中国の湖北省荊門市の楚墓から出土した竹簡群である。

## 概要
1986年11月から1987年1月にかけて、湖北省荊門市沙洋区十里鋪鎮王場村包山崗で9基の墓が発掘された。5基が戦国時代の楚の墓で、そのうちの包山2号墓から竹簡448枚が出土した。被葬年代は戦国時代中期の懐王13年（紀元前316年）。墓主は楚の左尹の邵佗。竹簡のうち字のあるものが278枚で、総字数は12626字。内容は司法文書・卜筮祭祷文・遣策の3種に分かれる。